# Contea di Dêrong
La contea di Dêrong (得荣县S, Déróng XiànP) è una contea della Cina, situata nella provincia di Sichuan e amministrata dalla prefettura autonoma tibetana di Garzê.